# Unforgiven (película)
Unforgiven (en Hispanoamérica, Los imperdonables; en España, Sin perdón) es una película estadounidense del género de western crepuscular dirigida por Clint Eastwood en 1992. La película ganó 4 premios Óscar, entre ellos los de mejor película y mejor director.
El argumento se inspira en parte en Lawman (1971), el western revisionista o crepuscular del director británico Michael Winner.

## Argumento
En 1881 en Big Whiskey, Wyoming, dos vaqueros — Quick Mike (David Mucci) y «Davey-Boy» Bunting (Rob Campbell) — atacan y desfiguran a la prostituta Delilah Fitzgerald (Anna Levine) con un cuchillo después de que ella se riera del tamaño del pene de Quick Mike. Como castigo, el alguacil local «Little Bill» Daggett (Gene Hackman) ordena a los vaqueros que traigan varios caballos como compensación para el dueño del burdel, Skinny Dubois (Anthony James). El resto de las prostitutas están indignadas por la decisión del sheriff y ofrecen una recompensa de $ 1,000 a cualquiera que mate a los vaqueros.
En el condado de Hodgeman, Kansas, un joven jactancioso que se hace llamar «The Schofield Kid» (Jaimz Woolvett) visita la granja de cerdos de William Munny (Clint Eastwood), en busca de reclutarlo para ayudar a matar a los vaqueros y reclamar la recompensa. En su juventud, Munny fue un famoso forajido y asesino, pero ahora es un viudo arrepentido que cría a dos hijos. Después de negarse inicialmente a ayudar, Munny reconoce que su granja está fallando y está poniendo en peligro el futuro de sus hijos, por lo que lo reconsidera y recluta a su amigo Ned Logan (Morgan Freeman), otro forajido retirado, y alcanzan a Kid.
De vuelta en Wyoming, el pistolero británico «English Bob» (Richard Harris), un viejo conocido y rival de Little Bill, también busca la recompensa. Él llega a Big Whiskey con el biógrafo W. W. Beauchamp (Saul Rubinek), quien ingenuamente cree en las historias exageradas de Bob sobre sus hazañas. Haciendo cumplir la ley anti-armas de la ciudad, Little Bill y sus ayudantes desarman a Bob, y Bill lo golpea salvajemente, con la esperanza de disuadir a otros posibles asesinos de intentar reclamar la recompensa. Bill expulsa a Bob de la ciudad a la mañana siguiente, pero Beauchamp decide quedarse y escribir sobre Bill, quien desacredita muchas de las nociones románticas que Beauchamp tiene sobre el salvaje oeste.
Munny, Logan y Kid llegan a la ciudad durante una tormenta y se dirigen al bar. Mientras Logan y Kid se encuentran con las prostitutas en el piso de arriba, un febril Munny está sentado solo en el bar cuando Little Bill y sus ayudantes lo confrontan. Sin darse cuenta de la identidad de Munny, Bill lo golpea y lo echa por llevar una pistola. Logan y Kid escapan por una ventana trasera, y los tres se reagrupan en un granero en las afueras de la ciudad, donde cuidan a Munny para que recupere la salud.
Unos días después, el trío embosca y mata a Bunting frente a sus amigos. Logan, que hirió a Bunting pero perdió los nervios al intentar acabar con él, decide regresar a casa; Munny siente que deben terminar el trabajo y lo hace usando el rifle de Logan. Munny y Kid se dirigen hacia el rancho de los vaqueros, donde Kid embosca a Quick Mike en una letrina y lo mata. Después de escapar, un angustiado Kid confiesa que nunca antes había matado a alguien y renuncia a la vida como pistolero. Cuando una de las prostitutas llega para darles la recompensa, se enteran de que Logan fue capturado y torturado hasta la muerte por Bill, no sin antes revelar la identidad de Munny. Kid le da a Will su revólver y este le pide que regrese a Kansas y le de su parte y la de Logan a sus hijos; luego regresa a Big Whiskey para vengarse de Little Bill.
Esa noche, Munny llega y ve el cadáver de Logan exhibido en un ataúd afuera del bar con un letrero que advierte que esto es lo que les sucede a los asesinos en la ciudad de Big Whiskey. Dentro, Little Bill ha reunido una pandilla para perseguir a Munny y Kid. Munny entra solo para enfrentarse a la pandilla y mata a Dubois. En el tiroteo que siguió, Munny dispara a Bill y mata a varios de sus ayudantes antes de ordenar a los transeúntes que abandonen el salón si no quieren ser asesinados. Herido de gravedad, Bill promete ver a Munny en el infierno antes de que Munny lo ejecute. Munny luego deja Big Whiskey, advirtiendo a la gente del pueblo que regresará por más venganza si Logan no es enterrado adecuadamente o si alguna de las prostitutas resulta lastimada.
Durante el epílogo, una tarjeta de título dice que Munny y sus hijos abandonaron la granja de cerdos y se rumorea que se mudaron a San Francisco, prosperando con una tienda de provisiones.

## Reparto
- Clint Eastwood como William Will Munny.
- Gene Hackman como Little Bill Daggett.
- Morgan Freeman como Ned Logan.
- Richard Harris como Bob el Inglés.
- Jaimz Woolvett como The Schofield Kid.
- Saul Rubinek como W. W. Beauchamp
- Frances Fisher como Strawberry Alice.
- Anna Levine (acreditada como Anna Thompson) como Delilah Fitzgerald
- David Mucci como Quick Mike.
- Rob Campbell como Davey Bunting.
- Anthony James como Skinny Dubois.
- Tara Dawn Frederick como Little Sue.
- Beverley Elliott como Silky.
- Liisa Repo-Martell como Faith.
- Josie Smith como Crow Creek Kate.
- Shane Meier como William Munny, Jr.
- Aline Levasseur como Penny Munny.
- Cherrilene Cardinal como Sally.
- Robert Koons como un anciano.
- Ron White como Clyde Ledbetter
- Mina E. Mina como Muddy Chandler.
- Henry Kope como Joe Schultz, un alemán.
- Jeremy Ratchford como el ayudante Andy Russell.
- John Pyper-Ferguson como Charley Hecker.
- Jefferson Mappin como el ayudante Fatty Rossiter.
- Walter Marsh como el barbero.
- Garner Butler como Eggs Anderson.
- Larry Reese como Tom Luckinbill.
- Blair Haynes como Paddy McGee.
- Frank C. Turner como Fuzzy.
- Sam Karas como Thurston, un hombre con sed.
- Lochlyn Munro como Texas Slim.
- Ben Cardinal como Johnny Foley.
- Philip Maurice Hayes como Lippy MacGregor.
- Michael Charrois como Wiggens.
- William Davidson como Buck Barthol.
- Paul Anthony McLean como un pasajero del tren.
- James Herman como un pasajero del tren.
- Michael Maurer como un pasajero del tren.
- Larry Joshua como Bucky.
- George Orrison como The Shadow.
- Gregory Goossen como un luchador.

## Producción
El filme fue escrito por David Webb Peoples, quien había guionizado el documental candidato al Óscar The Day After Trinity (1981) y coescrito con Hampton Fancher la película de culto Blade Runner (1982). Peoples ya había escrito el guion de Unforgiven en 1976, aunque bajo títulos como The Cut-Whore Killings o The William Munny Killings. Eastwood consiguió el guion a principios de los 80, aunque no lo rodó de inmediato debido a que «había hecho un puñado de westerns, pensaba que debía de hacer algunas otras cosas primero».
Gran parte de la película fue filmada en Alberta en agosto de 1991 por el director de fotografía Jack Green. La filmación tuvo lugar entre el 26 de agosto de 1991 y el 12 de noviembre de 1991. El diseñador de producción Henry Bumstead, que había trabajado con Eastwood en High Plains Drifter, fue contratado para crear el «aspecto desolado e invernal» del oeste.

## Estrenos mundiales
| País                                                                          | Fecha de estreno                  |
| ----------------------------------------------------------------------------- | --------------------------------- |
| Alemania                                                                      | Jueves 24 de septiembre de 1992   |
| Argentina                                                                     | Jueves 29 de octubre de 1992      |
| Australia                                                                     | Jueves 11 de febrero de 1993      |
| Austria                                                                       | Viernes 25 de septiembre de 1992  |
| Bélgica                                                                       | Miércoles 2 de septiembre de 1992 |
| Belice · Costa Rica · El Salvador · Guatemala · Honduras · Nicaragua · Panamá | Viernes 9 de octubre de 1992      |
| Bolivia                                                                       | Martes 27 de octubre de 1992      |
| Brasil                                                                        | Viernes 23 de octubre de 1992     |
| Bulgaria                                                                      | Viernes 20 de agosto de 1993      |
| Chile                                                                         | Jueves 8 de octubre de 1992       |
| Colombia                                                                      | Jueves 1 de octubre de 1992       |
| Corea del Sur                                                                 | Sábado 13 de marzo de 1993        |
| Croacia                                                                       | Jueves 18 de febrero de 1993      |
| Dinamarca                                                                     | Viernes 30 de octubre de 1992     |
| Egipto                                                                        | Lunes 22 de marzo de 1993         |
| Eslovenia                                                                     | Jueves 18 de febrero de 1993      |
| España                                                                        | Viernes 25 de septiembre de 1992  |
| Estados Unidos · Canadá                                                       | Viernes 7 de agosto de 1992       |
| Filipinas                                                                     | Miércoles 14 de octubre de 1992   |
| Finlandia                                                                     | Viernes 25 de septiembre de 1992  |
| Francia                                                                       | Miércoles 9 de septiembre de 1992 |

| País                         | Fecha de estreno                 |
| ---------------------------- | -------------------------------- |
| Grecia                       | Viernes 12 de febrero de 1993    |
| Hong Kong                    | Jueves 25 de febrero de 1993     |
| Hungría                      | Jueves 18 de febrero de 1993     |
| India                        | Viernes 6 de agosto de 1993      |
| Indonesia                    | Martes 1 de diciembre de 1992    |
| Israel                       | Viernes 23 de octubre de 1992    |
| Italia                       | Viernes 19 de febrero de 1993    |
| Japón                        | Sábado 17 de abril de 1993       |
| Malasia                      | Jueves 12 de noviembre de 1992   |
| México                       | Viernes 9 de octubre de 1992     |
| Noruega                      | Jueves 29 de octubre de 1992     |
| Nueva Zelanda                | Viernes 5 de marzo de 1993       |
| Países Bajos                 | Jueves 19 de noviembre de 1992   |
| Perú                         | Jueves 5 de noviembre de 1992    |
| Polonia                      | Viernes 25 de junio de 1993      |
| Portugal                     | Viernes 16 de octubre de 1992    |
| Puerto Rico                  | Jueves 24 de septiembre de 1992  |
| Reino Unido Irlanda          | Viernes 18 de septiembre de 1992 |
| República Checa · Eslovaquia | Jueves 25 de febrero de 1993     |
| Rumania                      | Viernes 18 de junio de 1993      |
| Singapur                     | Jueves 12 de noviembre de 1992   |
| Sudáfrica                    | Viernes 30 de octubre de 1992    |
| Suecia                       | Viernes 11 de septiembre de 1992 |
| Suiza                        | Viernes 25 de septiembre de 1992 |
| Tailandia                    | Sábado 31 de octubre de 1992     |
| Taiwán                       | Sábado 13 de febrero de 1993     |
| Turquía                      | Viernes 4 de diciembre de 1992   |
| Uruguay                      | Viernes 20 de noviembre de 1992  |
| Venezuela                    | Miércoles 14 de octubre de 1992  |

## Recepción
La película recibió una buena respuesta por parte de la crítica cinematográfica, obteniendo un 96% de comentarios «frescos» en el sitio web Rotten Tomatoes y una puntuación de 82/100 en Metacritic. La cinta recaudó más de 100 millones de dólares en Estados Unidos, y 58 millones de dólares en el resto del mundo, logrando una recaudación total de 159 millones.
Fue escogida por la revista Time como una de las 100 mejores películas de todos los tiempos. El periódico The New York Times, por su parte, la incluyó entre las 1.000 mejores películas de la historia. En 2008, la revista Empire llevó a cabo una encuesta entre lectores y críticos de cine para seleccionar las 500 mejores películas de todos los tiempos, y Unforgiven fue ubicada en el puesto 158. Forma parte además del AFI's 10 Top 10 en la categoría «Wéstern».

## Premios
Óscar (1992)
| Categoría                 | Receptor                                              | Resultado |
| ------------------------- | ----------------------------------------------------- | --------- |
| Mejor película            | Clint Eastwood                                        | Ganador   |
| Mejor dirección           | Clint Eastwood                                        | Ganador   |
| Mejor actor de reparto    | Gene Hackman                                          | Ganador   |
| Mejor montaje             | Joel Cox                                              | Ganador   |
| Mejor actor principal     | Clint Eastwood                                        | Candidato |
| Mejor guion original      | David Webb Peoples                                    | Candidato |
| Mejor fotografía          | Jack N. Green                                         | Candidato |
| Mejor sonido              | Les Fresholtz, Vern Poore, Dick Alexander y Rob Young | Candidato |
| Mejor dirección artística | Henry Bumstead y Janice Blackie-Goodine               | Candidato |

Globo de Oro (1992)
| Categoría                | Receptor           | Resultado |
| ------------------------ | ------------------ | --------- |
| Mejor dirección          | Clint Eastwood     | Ganador   |
| Mejor actor de reparto   | Gene Hackman       | Ganador   |
| Mejor película dramática | Clint Eastwood     | Candidato |
| Mejor guion              | David Webb Peoples | Candidato |

Premios Sant Jordi
| Año                | Categoría                             | Resultado |
| ------------------ | ------------------------------------- | --------- |
| 37.ª edición, 1993 | Mejor película extranjera             | Ganadora  |
| 50.ª edición, 2006 | Mejor película de los últimos 25 años | Ganadora  |